# Zeferino Martins
Zeferino Martins, mais conhecido como Zé Martins (5 de setembro de 1985) é um futebolista timorense. Atualmente, atua como meio-campista da Seleção Timorense de Futebol.